# New York Knicks 2016-2017
La stagione 2016-2017 dei New York Knicks è stata la 71ª stagione della franchigia nella NBA.

## Draft
I Knicks non hanno avuto scelte al NBA Draft 2016.

## Roster
| \| Pos. \| Num. \| Naz. \| Nome \| Altezza \| Peso \| Data nascita \| Provenienza \| \| ---- \| ---- \| ------------------------------------------- \| --------------------- \| ------- \| ------ \| ------------ \| ---------------- \| \| G \| 31 \| Stati Uniti (bandiera) \| Baker, Ron \| 193 cm \| 100 kg \| 30-03-1993 \| Wichita State \| \| AP \| 7 \| Stati Uniti (bandiera) \| Anthony, Carmelo (C) \| 203 cm \| 109 kg \| 29-05-1984 \| Syracuse \| \| G \| 8 \| Stati Uniti (bandiera) \| Holiday, Justin \| 198 cm \| 94 kg \| 05-04-1989 \| Washington \| \| C \| 14 \| Spagna (bandiera) \| Hernangómez, Willy \| 211 cm \| 109 kg \| 27-05-1994 \| Spagna \| \| AP \| 91 \| Lituania (bandiera) \| Kuzminskas, Mindaugas \| 206 cm \| 98 kg \| 19-10-1989 \| Lituania \| \| C \| 40 \| Stati Uniti (bandiera) \| Plumlee, Marshall \| 213 cm \| 113 kg \| 14-07-1992 \| Duke \| \| P \| 4 \| Stati Uniti (bandiera) \| Randle, Chasson \| 188 cm \| 84 kg \| 05-02-1993 \| Stanford \| \| P \| 25 \| Stati Uniti (bandiera) \| Rose, Derrick \| 191 cm \| 86 kg \| 04-10-1988 \| Memphis \| \| G \| 18 \| Slovenia (bandiera) \| Vujačić, Saša \| 201 cm \| 88 kg \| 08-03-1984 \| Slovenia \| \| AP \| 2 \| Senegal (bandiera) \| Ndour, Maurice \| 206 cm \| 91 kg \| 18-06-1992 \| Ohio \| \| G \| 5 \| Stati Uniti (bandiera) \| Lee, Courtney \| 196 cm \| 91 kg \| 03-10-1985 \| Western Kentucky \| \| C \| 13 \| Francia (bandiera) · Stati Uniti (bandiera) \| Noah, Joakim (S) \| 211 cm \| 104 kg \| 25-02-1985 \| Florida \| \| A/C \| 9 \| Stati Uniti (bandiera) \| O'Quinn, Kyle \| 208 cm \| 113 kg \| 26-03-1990 \| Norfolk State \| \| A/C \| 6 \| Lettonia (bandiera) \| Porziņģis, Kristaps \| 221 cm \| 109 kg \| 02-08-1995 \| Lituania \| \| AP \| 42 \| Stati Uniti (bandiera) \| Thomas, Lance \| 203 cm \| 107 kg \| 24-04-1988 \| Duke \| | Allenatore - Jeff Hornacek Assistente/i - Kurt Rambis (associate HC) - Joshua Longstaff - Howard Eisley - Corey Gaines - Jerry Sichting Legenda - (C) Capitano - (FA) Free agent - (S) Sospeso - (TW) Contratto Two-way - (GL) Assegnato a squadra G League affiliata - Infortunato Roster • Transazioni · Ultima transazione: 20 febbraio 2019 |                                             |                       |         |        |              |                  |
| Pos. | Num. | Naz.                                        | Nome                  | Altezza | Peso   | Data nascita | Provenienza      |
| G | 31 | Stati Uniti (bandiera)                      | Baker, Ron            | 193 cm  | 100 kg | 30-03-1993   | Wichita State    |
| AP | 7 | Stati Uniti (bandiera)                      | Anthony, Carmelo (C)  | 203 cm  | 109 kg | 29-05-1984   | Syracuse         |
| G | 8 | Stati Uniti (bandiera)                      | Holiday, Justin       | 198 cm  | 94 kg  | 05-04-1989   | Washington       |
| C | 14 | Spagna (bandiera)                           | Hernangómez, Willy    | 211 cm  | 109 kg | 27-05-1994   | Spagna           |
| AP | 91 | Lituania (bandiera)                         | Kuzminskas, Mindaugas | 206 cm  | 98 kg  | 19-10-1989   | Lituania         |
| C | 40 | Stati Uniti (bandiera)                      | Plumlee, Marshall     | 213 cm  | 113 kg | 14-07-1992   | Duke             |
| P | 4 | Stati Uniti (bandiera)                      | Randle, Chasson       | 188 cm  | 84 kg  | 05-02-1993   | Stanford         |
| P | 25 | Stati Uniti (bandiera)                      | Rose, Derrick         | 191 cm  | 86 kg  | 04-10-1988   | Memphis          |
| G | 18 | Slovenia (bandiera)                         | Vujačić, Saša         | 201 cm  | 88 kg  | 08-03-1984   | Slovenia         |
| AP | 2 | Senegal (bandiera)                          | Ndour, Maurice        | 206 cm  | 91 kg  | 18-06-1992   | Ohio             |
| G | 5 | Stati Uniti (bandiera)                      | Lee, Courtney         | 196 cm  | 91 kg  | 03-10-1985   | Western Kentucky |
| C | 13 | Francia (bandiera) · Stati Uniti (bandiera) | Noah, Joakim (S)      | 211 cm  | 104 kg | 25-02-1985   | Florida          |
| A/C | 9 | Stati Uniti (bandiera)                      | O'Quinn, Kyle         | 208 cm  | 113 kg | 26-03-1990   | Norfolk State    |
| A/C | 6 | Lettonia (bandiera)                         | Porziņģis, Kristaps   | 221 cm  | 109 kg | 02-08-1995   | Lituania         |
| AP | 42 | Stati Uniti (bandiera)                      | Thomas, Lance         | 203 cm  | 107 kg | 24-04-1988   | Duke             |

## Classifiche

### Division
| Atlantic Division   | V  | S  | V%    | PR   | Casa  | Trasf | Div  | PG |
| ------------------- | -- | -- | ----- | ---- | ----- | ----- | ---- | -- |
| c - Boston Celtics  | 53 | 29 | 0.646 | 0    | 30-11 | 23-18 | 11-5 | 82 |
| x - Toronto Raptors | 51 | 31 | 0.622 | 2.0  | 28-13 | 23-18 | 14-2 | 82 |
| N.Y. Knicks         | 31 | 51 | 0.378 | 22.0 | 19-22 | 12-29 | 5-11 | 82 |
| Philadelphia 76ers  | 28 | 54 | 0.341 | 25.0 | 17-24 | 11-30 | 7-9  | 82 |
| Brooklyn Nets       | 20 | 62 | 0.244 | 33.0 | 13-28 | 7-34  | 3-13 | 82 |

### Eastern Conference
| Eastern Conference | Eastern Conference        | Eastern Conference | Eastern Conference | Eastern Conference | Eastern Conference | Eastern Conference |
| #                  | Squadra                   | V                  | S                  | V%                 | PR                 | PG                 |
| ------------------ | ------------------------- | ------------------ | ------------------ | ------------------ | ------------------ | ------------------ |
| 1                  | c – Boston Celtics *      | 53                 | 29                 | .646               | –                  | 82                 |
| 2                  | y – Cleveland Cavaliers * | 51                 | 31                 | .622               | 2,0                | 82                 |
| 3                  | x – Toronto Raptors       | 51                 | 31                 | .622               | 2,0                | 82                 |
| 4                  | y – Wash. Wizards *       | 49                 | 33                 | .598               | 4,0                | 82                 |
| 5                  | x – Atlanta Hawks         | 43                 | 39                 | .524               | 10,0               | 82                 |
| 6                  | x – Milwaukee Bucks       | 42                 | 40                 | .512               | 11,0               | 82                 |
| 7                  | x – Indiana Pacers        | 42                 | 40                 | .512               | 11,0               | 82                 |
| 8                  | x – Chicago Bulls         | 41                 | 41                 | .500               | 12,0               | 82                 |
|                    |                           |                    |                    |                    |                    |                    |
| 9                  | Miami Heat                | 41                 | 41                 | .500               | 12,0               | 82                 |
| 10                 | Detroit Pistons           | 37                 | 45                 | .451               | 16,0               | 82                 |
| 11                 | Charlotte Hornets         | 36                 | 46                 | .439               | 17,0               | 82                 |
| 12                 | N.Y. Knicks               | 31                 | 51                 | .378               | 22,0               | 82                 |
| 13                 | Orlando Magic             | 29                 | 53                 | .354               | 24,0               | 82                 |
| 14                 | Philadelphia 76ers        | 28                 | 54                 | .341               | 25,0               | 82                 |
| 15                 | Brooklyn Nets             | 20                 | 62                 | .244               | 33,0               | 82                 |

## Mercato

### Free Agency

#### Prolungamenti contrattuali
| Giocatore    | Contratto            |
| ------------ | -------------------- |
| Lance Thomas | 4 anni - $27 milioni |
| Saša Vujačić | 1 anno - $980,431    |

#### Acquisti
| Giocatore            | Contratto             | Provenienza       |
| -------------------- | --------------------- | ----------------- |
| Joakim Noah          | 4 anni - $72 milioni  | Chicago Bulls     |
| Courtney Lee         | 4 anni – $50 milioni  | Charlotte Hornets |
| Brandon Jennings     | 1 anno – $5 milioni   | Orlando Magic     |
| Marshall Plumlee     | 3 anni – $2,5 milioni | Duke Blue Devils  |
| Mindaugas Kuzminskas | 2 anni – $6 milioni   | Málaga            |
| Maurice Ndour        | 2 anni – $1,5 milioni | Real Madrid       |
| Ron Baker            |                       | WSU Shockers      |
| J.P. Tokoto          |                       | Oklahoma Blue     |
| Chasson Randle       |                       | ČEZ Nymburk       |

#### Cessioni
| Giocatore              | Motivo     | Nuova squadra    |
| ---------------------- | ---------- | ---------------- |
| Arron Afflalo          | Rilasciato | Sacramento Kings |
| Derrick LeRon Williams | Rilasciato | Miami Heat       |
| Langston Galloway      | Rilasciato | N.O. Pelicans    |
| Amar'e Stoudemire      | Ritirato   | H. Gerusalemme   |
| Lou Amundson           | Tagliato   | TNT Tropang Giga |
| Brandon Jennings       | Tagliato   | Wash. Wizards    |

### Scambi
| 22 giugno 2016 | N.Y. KnicksDerrick RoseJustin Holiday2º scelta Draft 2017 | Chicago BullsRobin LopezJosé CalderónJerian Grant |